# Grnčara
Grnčara (Servisch cyrillisch Грнчара) is een plaats in de Servische gemeente Loznica. De plaats telt 654 inwoners (2002).